# Alice Tegnér
 (septembre 2021).
Si vous disposez d'ouvrages ou d'articles de référence ou si vous connaissez des sites web de qualité traitant du thème abordé ici, merci de compléter l'article en donnant les références utiles à sa vérifiabilité et en les liant à la section « Notes et références ».
Pour les articles homonymes, voir Tegner et Sandström.
Alice Tegnér (née Alice Sandström le 12 mars 1864 à Karlshamn, morte le 26 mai 1943 à Djursholm) était une professeur de musique, poète et compositrice suédoise. Elle est l'une des principales compositrices de chansons pour enfants en Suède au début du XXe siècle. Parmi ses chansons les plus célèbres, on peut citer Bä, bä, vita lamm, Mors lilla Olle et Ekorrn satt i granen.

## Œuvres
- Sonate pour violon en la mineur (1901)